# Jacques de Groote
Jacques de Groote (25. května 1932 – 21. září 2024) byl belgický manažer odsouzený v říjnu 2013 švýcarským soudem k peněžitému trestu v kauze podvodné privatizace Mostecké uhelné. V minulosti působil jako vysoký manažer Světové banky a Mezinárodního měnového fondu. V 90. letech 20. století se stal zakladatelem Appian Group, která sehrála klíčovou roli v podvodné privatizaci Mostecké uhelné.